# Cisterna del Hebdomon
La Cisterna del Hebdomon (en griego: κινστέρνη τοῦ Ἕβδομου), es una cisterna de agua bizantina a cielo abierto construida en la colonia de Hebdomon (hoy Bakırköy ), un suburbio de Constantinopla.

## Ubicación
Topográficamente, se encuentra a unos 2 km al oeste de la Puerta Dorada de las Murallas de Constantinopla, en la parte occidental de un pequeño valle – ahora completamente construido – que corre hacia el sur hasta el mar de Mármara.

## Historia
La fecha de construcción de esta cisterna, que se encuentra en las afueras de Hebdomon ( en griego: Ἕβδομον, "el Séptimo", llamado así por su ubicación a siete millas romanas del Milion, el monumento que marca la milla de Constantinopla), es incierto, pero se puede situar entre los siglos V y VI hasta el siglo VIII. El tamaño de los ladrillos sugiere como fecha post quem para su edificación el final del reinado de Justiniano I (gobernó entre 527 y 565), mientras que la ausencia de sellos de ladrillo es típica de las construcciones erigidas después de finales del siglo VI. Su función era ciertamente suministrar agua a los dos palacios imperiales de la colonia que lleva el nombre de Magnaura, erigido por el emperador Valens (r. 364–78), y de Jucundianae, (también llamado Secundianae ) construido por Justiniano I. Ambos palacios se encuentran cerca de la costa de Mármara, donde hoy en día se encuentra el puerto deportivo de Ataköy . La cisterna también se usó para suministrar agua a las tropas del ejército tracio usando el cercano Campo de Marte, llamado Kampos tou Tribounaliou ( en griego: Κάμπος τοῦ τριβουναλίου ), en latín Campus Tribunalis . El Campus, donde varios emperadores fueron elegidos por aclamación por el ejército, estaba en el valle de Veli Efendi, donde ahora se encuentra la pista de carreras de caballos de Estambul.
Después de la caída de Constantinopla en 1453, los otomanos utilizaron el depósito vacío como establo para los elefantes del sultán. Posteriormente, se utilizó como huerta, convirtiéndose en uno de los cuatro "jardines huecos" de Estambul que aún existen, un uso que cesó en 1996, cuando la cisterna fue adquirida por el estado y transformada en un estadio de conciertos para música pop con un aforo de 12.000 espectadores. En 2003, quedó claro que las vibraciones de la música estaban dañando las paredes y molestando a los caballos en la pista de carreras cercana, por lo que cesaron los conciertos. Desde entonces, la estructura – administrada por el municipio de Bakırköy – también se ha utilizado esporádicamente para albergar reuniones.

## Descripción
La cisterna tiene planta rectangular de 127 metros (416,7 pies) de largo y 76 metros (249,3 pies) de ancho, y cubre un área de unos 9600 metros cuadrados (103 333,6 ft²) . Es un poco más grande que la Cisterna Basílica, y es la más pequeña entre las cuatro cisternas a cielo abierto de Constantinopla. Su profundidad media es de unos 11 metros (36,1 pies) en el lado interior, pero mucho menos en el lado exterior, ya que la cisterna, construida sobre el suelo como todos los depósitos a cielo abierto de Constantinopla, se "hundía" en la tierra con el tiempo, a medida que subía el nivel del suelo. El depósito podría contener alrededor de 0.105 millones de metros cúbicos de agua. Sus muros, 4,1 metros (13,5 pies) de espesor en los lados norte y sur y 7 metros (23,0 pies) de espesor en los lados este y oeste, todavía están en su lugar. Fueron construidas utilizando la técnica de construcción romana opus listatum, alternando hileras de ladrillos y de piedra en una proporción de cinco a dos, excepto cerca de la parte superior, donde es de cinco a cuatro (o cinco)).  El mismo patrón también se utilizó para construir las cisternas de Aetius, de Aspar y de Mocius dentro de la ciudad amurallada de Constantinopla. El muro exterior occidental está enterrado en la colina, mientras que el muro interior occidental y el muro exterior oriental están reforzados con una serie de diecinueve nichos semicirculares salientes que crean dos contrafuertes, necesarios para soportar el peso de la colina. Dos escaleras, hoy parcialmente destruidas, y utilizadas para ingresar a la red principal, se construyen por el lado norte y sur. Otra característica interesante de la cisterna es su torre de agua ( en latín: Castellum aquae   ), construida en el lado exterior de la esquina suroeste. Esta es un tanque de agua utilizado para estabilizar la presión hidráulica de un acueducto liberando agua cuando su nivel desciende más allá de un valor específico. La torre tiene una estructura de doble coraza, con una escalera de caracol en el centro, separada del exterior por una carcasa que contiene el agua que sale de un afluente situado en la parte inferior de la torre. Varios canales de salida distribuyeron el agua del embalse en diferentes direcciones. Se desconoce si la cisterna, que se encuentra a poca altura, se abastecía de agua procedente de los manantiales cercanos, y si esto era suficiente para llenarla, o si el agua procedía de un canal artificial del interior de Tracia.
En el mismo vallecito donde se encuentra la cisterna, y al oeste de la misma, se encuentran tres cisternas elípticas abiertas más pequeñas, alineadas de norte a sur. La cisterna central está destruida, mientras que las otras dos, aún existentes, se denominan ("casa de los cerdos"), ya que se utilizaron como establos para animales.